# Візова політика США
Відвідувачі Сполучених Штатів Америки перед в'їздом до цієї країни повинні отримати візу в одному з дипломатичних представництв США, крім випадків коли:
- Відвідувач є громадянином країни, яка входить до програми безвізового в'їзду (англ. Visa Waiver Program), мета відвідування — бізнес чи туризм, а термін відвідування — до 90 діб;
- Відвідувач з країни, громадяни якої не потребують візи для в'їзду до США (англ. exempt countries).

Ідентичні правила застосовуються при в'їзді до Пуерто-Рико та Американських Віргінських островів.

## Загальна інформація
У 2014 році візи США отримало більше дев'яти з половиною мільйонів іноземних громадян, серед яких 467370 імміграційні.
Іноземний громадянин, який бажає в'їхати в США, повинен отримати візу, якщо він або вона не є:
- Громадянин однієї з 38 країн, які включені до програми безвізового в'їзду.
- Громадянин Канади, Маршаллових Островів, Мікронезії, або Республіки Палау.
- Громадянин Британських заморських територій з Бермудських островів або Кайманових островів.
- Громадянин Багамських Островів або громадянин Британських заморських територій з Островів Теркс і Кейкос (за умови, якщо рухаєтеся прямо в США із своєї країни з дійсний паспортом та сертифікатом з поліції, виданий протягом шести місяців до час подорожі, що підтверджує що відвідувач не має серйозних судимостей).
- Постійний мешканець США.
- Іноземний громадянин, який має право на безвізовий проїзд у відповідності з іншими законами.

Є окремі вимоги для громадян Мексики.
У той час як існує близько 185 різних типів віз, усі вони поділяються на дві категорії:
- Неімміграційні візи — для тимчасового відвідування США з метою туризму, бізнесу, роботи або навчання.
- Імміграційні візи — для людей, які мають бажання іммігрувати до Сполучених Штатів Америки.

## Винятки

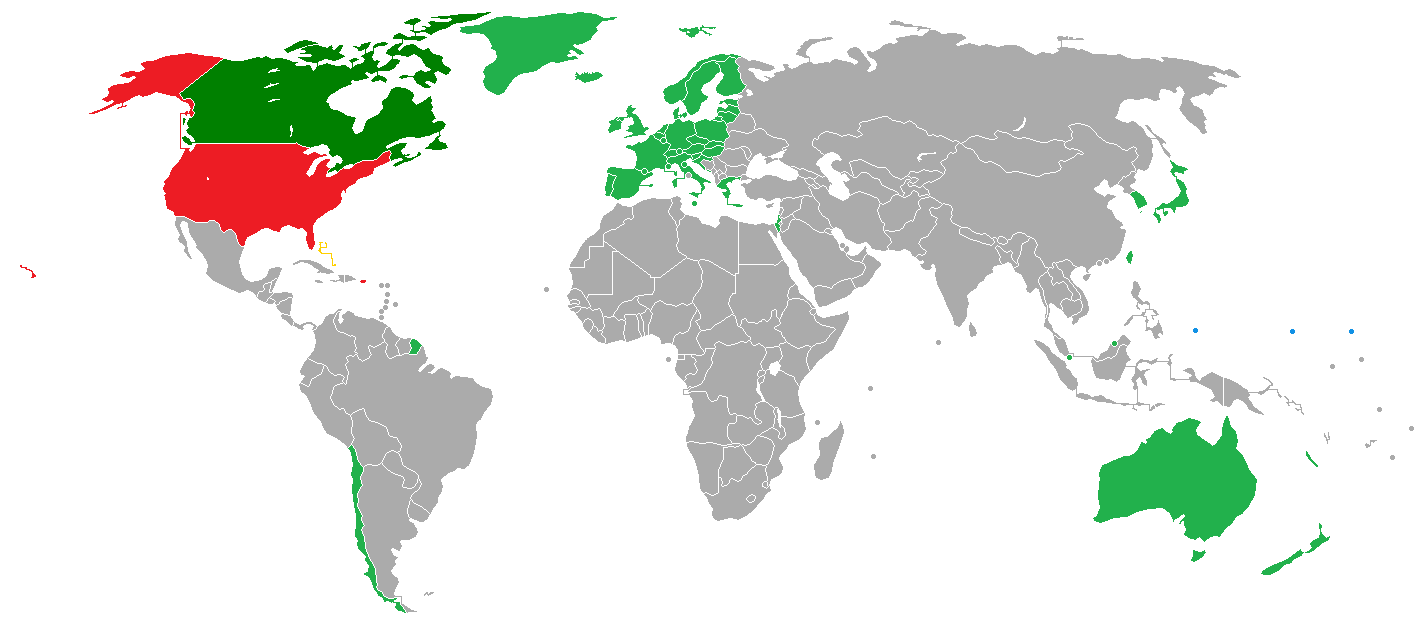
Сполучені Штати Америки та їх території
Країни, громадянам яких не потрібна віза
Країни, які входять до програми безвізового в'їзду (Visa Waiver Program)

Громадянам наступних країн, що пов'язані з США Договором про вільну асоціацію, не потрібна віза для в'їзду, проживання, навчання, і роботи у Сполучених Штатах Америки:
- Маршаллові Острови[5]
- Федеративні Штати Мікронезії[6]
- Палау[7]

Громадянам наступних країн не потрібна віза для відвідування США, а також вони можуть вчитися та працювати у США за спрощенними умовами:
- Канада[8]

### Програма безвізового в'їзду
Станом на лютий 2015 року 38 країн були включені урядом США до програми безвізового в'їзду, що дозволяє громадяням цих країн відвідувати США без візи терміном до 90 діб, за умови, що мета подорожі бізнес або туризм.
Список країн
- Андорра
- Австралія
- Австрія
- Бельгія
- Бруней
- Чилі
- Чехія
- Данія[10]
- Естонія
- Фінляндія[11]
- Франція
- Німеччина
- Греція
- Угорщина
- Ісландія
- Ірландія
- Італія
- Японія
- Південна Корея
- Латвія
- Ліхтенштейн
- Литва
- Люксембург
- Мальта
- Монако
- Нідерланди[12]
- Нова Зеландія
- Норвегія
- Польща
- Португалія[13]
- Сан-Марино
- Сінгапур
- Словаччина
- Словенія
- Іспанія
- Швеція
- Швейцарія
- Тайвань[14]
- Велика Британія[15]

## Процес оформлення візи

### Для України
В Україні питаннями видачі імміграційних та неімміграційних віз до США займається Посольство США в місті Києві. Громадяни України повинні:
- Заповнити візову анкету DS-160;
- Сплатити консульський збір;
- Пройти візову співбесіду.

## Типи віз

### Дипломатичні візи типів A, C, G
Категорії дипломатичних віз:
- A-1 надаються послам, голові держави, військовим, дипломатичним чи консульським офіцерам та членам їх сімей.
- A-2 надаються іншим службовим особам або працівники державних органів влади та членам їх сімей.
- A-3 надаються обслуговчому або технічному персоналу власника візи A-1 або A-2 та членам їх сімей.
- C-2 надаються транзитним відвідувачам — ООН.
- C-3 транзитна віза, що надається службовій особі, членам сім'ї, та обслуговчому персоналу.
- G-1 надається постійним представникам у міжнародній організації.
- G-2 надається тимчасовим представникам у міжнародній організації.
- G-3 надається представникам невизнаного уряду чи держави, що не є членами міжнародної організації.
- G-4 надається працівникам міжнародної організації та члени їх сімей.
- G-5 надається особистим працівникам власника візи G-1, G-2, G-3, G-4 та членам їх сімей.

### Віза типу B
Однією з найпоширеніших віз є Туристична віза. Ця віза має статус неімміграційної, і видається іноземним громадянам, які планують відвідати США у справах бізнесу (B-1), відпочинку чи лікування (B-2).
Власники візи категорії B не мають права працювати на території США.

### Візи типу F
Візи F-1 видаються іноземним студентам, що навчаються в акредитованих американських навчальних закладах. Для членів їх родин передбачені візи F-2.

### Візи типу H
Візи типу H здебільшого надаються іноземним громадянам, які мають намір тимчасово працевлаштоватися у США за запрошенням американського роботодавця.
- Візи H-1B надаються особам, які мають вищу освіту вузької спеціалізації.
- Візи H-2A надаються тимчасовим або сезонним робітникам сільського господарства.
- Візи H-2B надаються тимчасовим або сезонним робітникам (крім зайнятих у сільському господарстві).
- Візи H-3 надаються практикантам (крім медицини та освіти).
- Для членів їх родин передбачені візи H-4.

### Візи типу J
Візи J-1 видаються учасникам різноманітних програм обміну та стажування в США. Для членів їх родин передбачені візи J-2.

### Візи типу K
- Віза K-1 призначена для іноземного громадянина, що має намір одружитися з громадянином США і постійно проживати на території США. Для дітей власника візи K-1 надаються візи K-2.
- Віза K-3 призначена для іноземного громадянина, що чекає на затвердження петиції на отримання імміграційної візи або отримання імміграційної візи. Для дітей власника візи K-3 надаються візи K-4.

Різниця між візами K-1 та K-3 у тому, що період очікування на останню, як правило був менший ніж подання клопотання про імміграційну візу. Також після переїзду до США власник візи K-3 мав право отримати дозвіл на роботу і працевлаштуватися. Візи K-3/K-4 було впроваджено через те, що розгляд і затвердження петицій на отримання іміграційної візи займав тривалий час.
На сьогодні петиції про надання віз K-3/K-4 вважаються закритими для адміністративного опрацювання.

### Візи типу L
Візи L-1 надаються провідним спеціалістам, керівникам та менеджерам філій або дочірніх компаній в США, головний офіс яких знаходиться закордоном. Для членів родини власника візи L-1, передбачені візи L-2.

### Візи типу O
Віза O призначена для осіб із визначними досягненнями та здібностями, що вирушають до США працювати у сфері їх виняткових здібностей. 
- Візи O-1A надаються особам із видатними здібностями в галузі науки, освіти, бізнесу або спорту;
- Візи O-1B надаються особам із видатними здібностями в галузі мистецтва, кіно або телевізійної індустрії;
- Візи O-2 надаються особам, які супроводжуватимуть власника візи О-1. Наприклад: асистенти, тренери, та ін.
- Для членів родин власників віз O-1 та O-2 передбачені візи O-3.

### Візи типу P
Віза P призначена для спортсменів, всесвітньо визнаних художників, музичних колективів, які вирушають до США з метою узяти участь у конкретному міжнародному змаганні, виступі чи події.
- Візи P-1 надаються особам, які вирушають до США для участі у спортивному змаганні з метою індивідуального чи колективного виступу, або з метою надання допомоги спортсменові під час заходу;
- Візи P-2 надаються артистам чи діячам естради, які вирушають до США за програмою взаємообміну між організаціями США та інших країн;
- Візи P-3 надаються артистам чи діячам естради, які вирушають до США з метою виступу, навчання чи тренування у рамках спеціальної (унікальної) культурної програми;
- Для членів родин власників віз P-1, P-2 та P-3 передбачені візи P-4.

### Візи типу Q
Віза Q призначена для учасників міжнародних програм культурного обміну. Для членів родин власників віз Q-1 та Q-2, передбачені візи Q-3.
- Візи Q-1 видаються учасникам міжнародних затверджених урядом США програм культурного обміну між країнами.
- Візи Q-2 видаються учасникам програми Уолш (англ. Walsh), яка була названа на честь конгресмена Джеймса Уолша, що дозволяє 4 тисячам жителів (у віці від 18 до 35 років) Північної Ірландії і деяких округів Республіки Ірландії, перебувати у США терміном до 36 місяців, з метою стажування або роботи на американських підприємствах у визначених галузях економіки США.

### Інші візи
США має близько 185 різних типів віз для майже кожної причини для в'їзду або тривалого перебування на території країни. Серед найпоширеніших, не зазначених вище, існують:
- Візи M, що призначені для іноземних громадян, що проходять неакадемічного або професійно-технічне навчання;
- Візи I, що призначені для представників зарубіжних ЗМІ;
- Візи R, що призначені для релігійних служителів та штатних релігійних працівників;
- Візи E, що призначені для іноземних інвесторів;
- Транзитні візи категорії C, та багато інших.

## Подовження візи та епідемія коронавірусу
У зв'язку з епідемією коронавірусу та призупинення співбесід на отримання візи США, у вересні 2020 року Служба громадянства та імміграції США повідомила, що особи, які раніше мали візу США, можуть продовжити свою візу без співбесіди, якщо термін дії їх візи закінчився менше 24 місяців тому. Раніше продовжити візу без співбесіди можна було, якщо з закінчення терміну дії візи пройшло не більше 12 місяців. Право на продовження буде визначено у процесі розгляду заяви.